# Epidola barcinonella
Epidola barcinonella is een vlinder uit de familie tastermotten (Gelechiidae). De wetenschappelijke naam is voor het eerst geldig gepubliceerd in 1867 door Millière.
De soort komt voor in Europa.